# Freddy
Freddy, właśc. Frederico Castro Roque dos Santos (ur. 14 sierpnia 1979 w Malanje) − angolski piłkarz występujący na pozycji napastnika. W reprezentacji Angoli zadebiutował w 2004 roku. W latach 2004–2005 rozegrał w niej 11 meczów, w których zdobył jedną bramkę.